# Miguel Jiménez Aracena
Miguel Hernán Jiménez Aracena (Chile, 12 de diciembre de 1980) es un exfutbolista chileno. Jugaba de portero y actualmente se desempeña como preparador de arqueros en Huachipato de la Primera División de Chile.

## Carrera
En el año 2015, a sus 34 años, firma con la Universidad de Chile, quien estaba buscando un arquero que pudiera ser el suplente de Johnny Herrera. El domingo 8 de marzo, Jiménez debuta con "la U" ante San Marcos de Arica transformándose además en la gran figura del partido, al tener tres tapadas notables y que a la postre permitieron al cuadro azul llevarse la victoria por 0-1. Con fecha 02-02-2018 se convierte en el cuarto refuerzo para la temporada 2018 del Club Deportivo Arturo Fernández Vial según se dio a conocer en su página oficial de Facebook.
El 17 de enero del 2022 arriba a Rangers de Talca. Lo que le llegaría justo mientras comenzaba a pensar en el retiro por su edad y la falta de oportunidades.

## Clubes
| Club                 | País  | Año       |
| -------------------- | ----- | --------- |
| General Velásquez    | Chile | 2000-2001 |
| Iberia               | Chile | 2002-2003 |
| Deportes Antofagasta | Chile | 2003-2004 |
| Cobreloa             | Chile | 2004      |
| Lota Schwager        | Chile | 2005-2007 |
| Deportes Iquique     | Chile | 2008-2010 |
| Ñublense             | Chile | 2011-2012 |
| Huachipato           | Chile | 2013-2014 |
| Universidad de Chile | Chile | 2015-2016 |
| Iberia               | Chile | 2016-2017 |
| Fernández Vial       | Chile | 2018      |
| Ñublense             | Chile | 2019-2021 |
| Magallanes           | Chile | 2021      |
| Deportes Concepción  | Chile | 2021      |
| Rangers              | Chile | 2022      |

## Palmarés

### Campeonatos nacionales
| Título             | Club                 | País  | Año  |
| ------------------ | -------------------- | ----- | ---- |
| Primera B          | Deportes Iquique     | Chile | 2010 |
| Copa Chile         | Deportes Iquique     | Chile | 2010 |
| Supercopa de Chile | Universidad de Chile | Chile | 2015 |
| Copa Chile         | Universidad de Chile | Chile | 2015 |
| Primera B          | Ñublense             | Chile | 2020 |